# Грамота бана Кулина
Грамота бана Кулина (сербохорв. Повеља Кулина бана / Povelja Kulina bana) — памятник литературы средневековой Боснии.
Написана боснийским баном Кулином 29 августа 1189 года. Это первый сохранившийся боснийский документ, написанный на народном старославянском языке, освобождённом от влияния церковнославянского языка, босанчицей. В первый раз упоминается и славянское название города Дубровник, который до этого был известен только как Рагуза (лат. Ragusa).

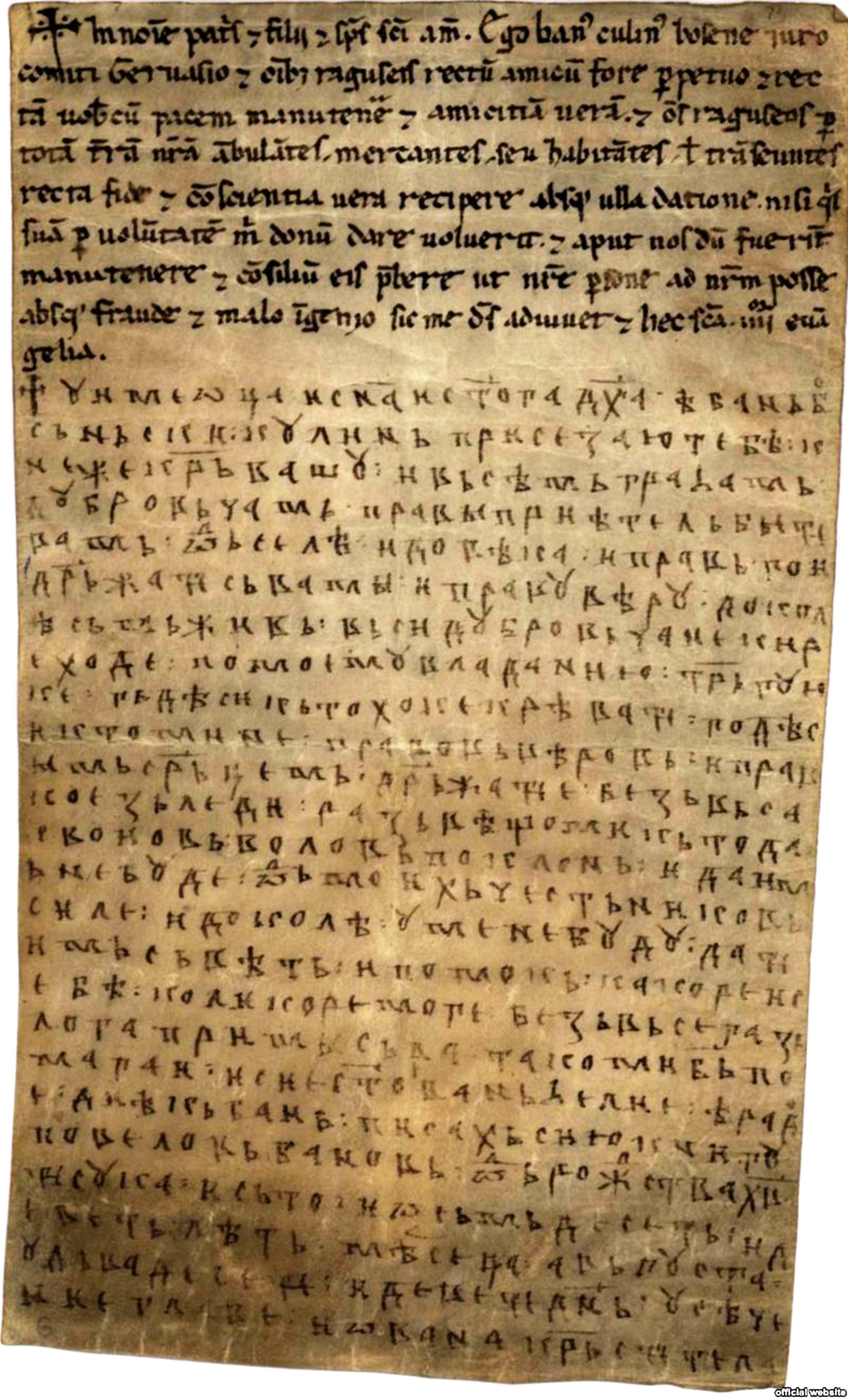

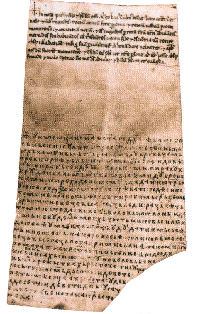

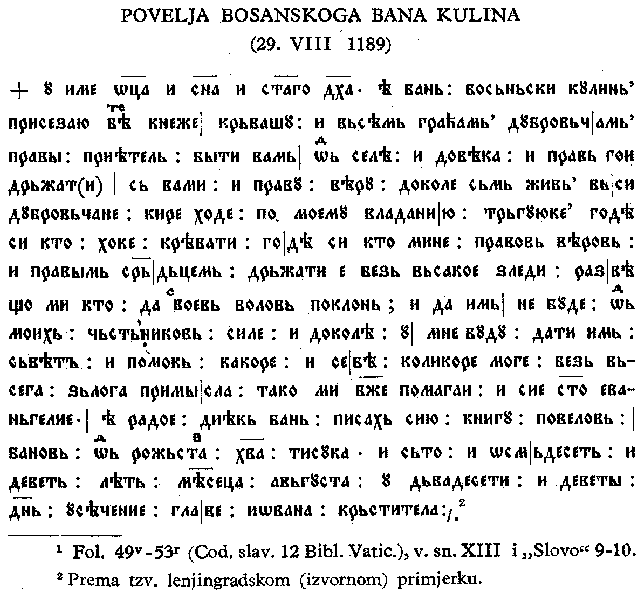

Грамота бана Кулина вплоть до середины девятнадцатого века хранилась в архиве города Дубровник, когда ее попросили для Австро-Венгрии. Тогда из Дубровника послали одну копию в Вену и одну в Россию, для защиты документов, которые считаются одним из древнейших памятников южнославянской письменности. Копия была возвращена из Вены в Дубровник в 1947 году по просьбе Югославии.
Копия, которая хранится в Эрмитаже в Санкт-Петербурге, как установлено, является самой старой и, следовательно, считается оригиналом.